# 奈良学園中学校・高等学校
奈良学園中学校・高等学校（ならがくえんちゅうがっこう・こうとうがっこう）は、奈良県大和郡山市に所在し、中高一貫教育を提供する私立中学校・高等学校。
高等学校において、中学校から入学した内部進学の生徒と高等学校から入学した外部進学の生徒との間で、第3学年から混合してクラスを編成する併設混合型中高一貫校。

## 概要
1979年（昭和54年）、奈良文化女子短期大学（現：奈良学園大学奈良文化女子短期大学部）、同付属高校（現：奈良文化高等学校）、同付属幼稚園（現：奈良文化幼稚園）を擁する学校法人奈良学園が奈良県大和郡山市に開校した。
松尾山中腹の自然に囲まれており、13万m2に及ぶ広大な校地面積・自由な校風が特徴である。
中学校では、2006年（平成18年）度から「特進コース」と「医進コース」の2コースが設置され、中学2年までは混合クラス編成である。高等学校では2007年（平成19年）度から募集が再開され、「理数コース」を設置している。高校3年では中学からの入学者（内部生）と混合し、文系・理系・SSH系でクラス編成される。

## 沿革

### 略歴
設置・運営する学校法人奈良学園は、1984年（昭和59年）に奈良産業大学（現：奈良学園大学）を開学、2008年（平成20年）に、奈良文化女子短期大学の所在する奈良市登美ヶ丘に奈良学園幼稚園、奈良学園小学校、奈良学園登美ヶ丘中学校、2009年奈良学園登美ヶ丘高等学校を開校している。
一時、大和郡山市から奈良市登美ヶ丘への学園の移設計画があったが、大和郡山に残してほしいという声も多く、登美ヶ丘との併設になった。しかし、校風や制服を考慮するに、互いに独立した学校と見るのが妥当である。登美ヶ丘では幼小中高一貫教育を標榜している。奈良学園本部と一部の教師はへ異動した。一方、大和郡山の当校は、2009年9月から新校舎の供用が開始された。

### 年表
- 1979年
  - 1月31日 - 奈良学園中学校・高等学校設置許可。
  - 4月5日 - 第1回入学式挙行。
- 2000年
  - 1月 - 女子40名を募集する。
  - 4月1日 - 中学校が男女併学となる。高校は共学とする。
- 2003年 - 高校募集停止。
- 2006年4月1日 - 2006年度の中学入学者から中学も共学となり、中学に医進コース、特進コースの2コース制が設置される。
- 2007年4月1日 - 高校募集再開、理数コース設置。
- 2009年
  - 6月5日 - 30周年記念式典挙行。
  - 9月1日 - 「スクールプロジェクト」により生徒の案を取り入れた新校舎が竣工する。
- 2012年 - 文部科学省からスーパーサイエンスハイスクールの指定を受ける。

## 交通アクセス
- 奈良県大和郡山市山田町430

〔　〕内は奈良交通によるスクールバスの所要時間を表す
- JR大和小泉駅 -〔15分〕
- 近鉄郡山駅 -〔25分〕
- 近鉄学園前駅 -〔35分〕
- 奈良交通バス鹿ノ谷北二丁目（近鉄学園前駅経由） -〔50分〕

また、数百mほど離れた所に泉原町バス停があり、そこからもJR大和小泉駅、近鉄郡山駅方向にバスが運行されている（昔は学校周辺の道路が整備されておらず、バスが来ることができなかったため、ここが最寄りバス停であった。ここから学校までは徒歩約10分～15分）。
高校生の場合、近鉄郡山、JR大和小泉の両駅からの自転車通学が認められる。中学生は原則バス通学であるが、自宅からの距離が1～3kmの生徒は例外的に中学2年生から自転車通学が認められている（なお以前は中学2年生から通学できた）。その際に中学生はヘルメット着用が義務付けられている。しかし本校は松尾山の中腹にあるため自転車通学はかなりハードである。登校路の方が上りが多く、JR大和小泉駅からは約20分、近鉄郡山駅からは約25分。下校路はこれらより早い。
最寄りの駅は大和小泉駅であるが駅からはかなりの距離があり、徒歩では30〜40分近くの時間を要する。

## 立地

### 自然環境
校内は野生動物が見られるほど自然環境が豊かである。教室内にハチが巣を作ることもある。校内で見かけられる野生動物として、タヌキ、ニホンノウサギ、ニホンリス、ニホンイタチ、ニホンマムシ、テン、シマヘビ、ウシガエルなどが挙げられる。鳥類ではカワセミ、ウズラ、キツツキなどが見かけられ、ホトトギス、コジュケイ、ウグイスの鳴き声が聞こえてくる。5月頃にはハルゼミが高校棟周辺で鳴く。
またホタル再生プロジェクトの一環で校内には池や人工の川などがあり、毎年ホタルが観察されている。

### 周辺
学校より数百mほど松尾山を上ると、舎人親王が日本書紀編纂の成功を祈って建立した松尾寺がある。また山をはさんで斑鳩の里にも程近く、徒歩30分くらいで法隆寺、法起寺、法輪寺などに至る。またあじさい寺として名高い矢田寺にも近く、耐寒マラソンである矢田山縦走では矢田寺の境内もコースとなっている。

## 学校行事
- 中学入学式（4月）
- 着任式（4月）
- 始業式（4月）
- 遠足（5月）（中2-高2）
- 生徒大会（5月）
- 宿泊オリエンテーション（中1）
- 中間考査（5月）
- 研修旅行（5月）（中3・高2）
- 創立記念日（6月6日）
- 球技大会（6月）
- 期末考査（7月）
- 水泳実習（7月）（中2）
- 終業式（8月10日）
- サマースクール（8月）
- 夏期補習（8月）（高3）
- 振り返り補習（8月）（中3・高1）
- 海外研修（8月）（高1）
- 始業式（9月）
- 校内実力テスト（9月）
- NG祭（文化祭）（9月）
- 中間考査（10月）
- 文化行事（中1・2・高1・2）
- 体育祭（中学）（10月）
- 高校球技大会（11月）
- 生徒大会（11月）
- 期末考査（12月）
- テーブルマナー(中3・高3)（12月）
- 自由登校（中3・高3）（12月）
- 終業式（12月）
- 冬季セミナー（12月）（高2）
- 始業式（1月）
- 中3登校日、卒論提出（1月）（中3）
- 入試激励会（高3）
- 校内実力テスト（中1・2・高1・2）（1月）
- スキー実習（1月）（高1）
- 高校卒業式（1月）

1月の高校の卒業式は毎年、県内で最も早い。
- 中学卒業式（2月）

2月の中学の卒業式は毎年、県内で最も早い。
- 耐寒自主トレーニング（2月）
- 矢田山縦走（2月）
- 高3二次対策補修（2月）
- 期末考査（中1・2・高1・2）（3月）
- 終業式（3月）（中1・2・高1・2）
- 退任式（3月）（全学年）

## 活動

### 「科学館ガイドブックづくり」
1996年（平成8年）、本学園理科教諭の工藤博幸が当時担当だった中2生に「入試休みを利用して近畿の科学館をすべて巡ってみないか」との呼びかけで、次第に中2有志からなる「奈良学園中高科学館を愛する生徒の会」が発足。授業で体験談を発表するのと並行して近畿・東京の科学館を約20箇所を見学。1997年4月には『科学館へ行こうヨ!―近畿・東京おもしろガイド』（かもがわ出版）が刊行された。2000年4月には改訂版が発行されている。

### 放射線の研究
「科学館を愛する生徒の会」により放射線の研究が2003年から継続的になされている。広島市で原爆についての聞き取り調査を行い、第3回はかるくんコンクール（2004年）で優勝（文部科学大臣賞）。2010年度までは被爆地広島の地表の浄化や人々の偏見について調べてきたが、2011年福島原発事故以後は福島県での放射線についての研究発表を行い、福島県立福島高校（2012年に福島県コアSSH認定）と研究交流を行っている。2012年にSSHに認定されて以来、SS研究チーム（放射線研究チーム）を発足させ、日本化学会、日本放射線安全管理学会などの学会で毎年発表を行っている。
- 第30回みんなのくらしと放射線展（2013年）「ハイスクール放射線サマークラス」「高校対抗プレゼンテーション」最優秀賞
- 第32回みんなのくらしと放射線展（2015年）「ハイスクール放射線サマークラス」「高校対抗プレゼンテーション」審査員特別賞
- 第33回みんなのくらしと放射線展（2016年）「ハイスクール放射線サマークラス」「高校対抗プレゼンテーション」審査員特別賞

### 新校舎「スクールプロジェクト」
校舎建て替えにあたり、「校舎建て替えを、教育の場として活用できないか」との学校関係者の一言により始まった生徒参加型プロジェクト。開始の2006年12月から竣工の2009年9月までの1000日間、鹿島建設・福本設計の協力の下、説明会、グループ活動、アンケート、プレゼンを通して人に理解してもらい、意見をまとめていく。2007年のNG祭（文化祭）での発表の様子はNHKニュースでも全国に放送された。外観や教室レイアウトなどは生徒案であり、校風に合ったプロジェクトとなった。
本プロジェクトは2010年日本建築学会教育賞を受賞した。

## 中高関係者と組織

### 中高関係者組織
- 奈良学園高等学校同窓会 - 奈良学園の卒業生による同窓会組織。
- 奈良学園中学校・高等学校育友会 - 生徒保護者による保護者会組織。

## 対外関係

### 姉妹校・兄弟校
- 奈良学園大学
- 奈良文化高等学校
- 奈良学園登美ヶ丘中学校・高等学校
- 奈良学園小学校
- 奈良文化幼稚園
- 奈良学園幼稚園